# Timoféi Lapshín
Timofei Alexéyevich Lapshin (en ruso: Тимофей Алексеевич Лапшин; Krasnoyarsk, 3 de febrero de 1988) es un deportista ruso que compite en biatlón.
Ganó dos medallas en el Campeonato Europeo de Biatlón, plata en 2011 y bronce en 2013. Participó en dos Juegos Olímpicos de Invierno, Pyeongchang 2018 y Pekín 2022, representando a Corea del Sur.

## Palmarés internacional
| Representando a Rusia |                      |                   |             |
| Campeonato Europeo    |                      |                   |             |
| Año                   | Lugar                | Medalla           | Prueba      |
| 2011                  | Val Ridanna (Italia) | Medalla de plata  | Relevo      |
| 2013                  | Bansko (Bulgaria)    | Medalla de bronce | Persecución |